# Elecciones provinciales de Santiago del Estero de 1973
Las elecciones generales de la provincia de Santiago del Estero de 1973 se realizaron controvertida y dificultosamente entre principios y finales del mencionado año, con el objetivo de restaurar la constitucionalidad de la provincia después de casi siete años de la dictadura militar autodenominada Revolución Argentina, y dieciocho de proscripción del Partido Justicialista (PJ). Los comicios fueron problemáticos debido al enfrentamiento entre el líder del peronismo, Juan Domingo Perón, y el caudillo peronista de la provincia, Carlos Juárez, en cuanto a la candidatura del Frente Justicialista de Liberación (FREJULI). La dominación política de Juárez impidió que el propio Perón pudiera imponer a su candidato, el peronista Francisco López Bustos, y por lo tanto el FREJULI se presentó completamente dividido.
La primera vuelta de las elecciones se realizó junto con las demás, el 11 de marzo de 1973, al mismo tiempo que las elecciones presidenciales y legislativas a nivel nacional. La división no impidió que el FREJULI ganara las elecciones, con ambas facciones quedando en primer y segundo lugar. Juárez obtuvo la primera minoría incluso sin el apoyo de Perón, con el 35,42%, y López Bustos quedó segundo con el 33,75%. En tercer lugar, con 14,27%, quedó la Unión Cívica Radical (UCR).
La segunda vuelta se programó para el 15 de abril, pero fue finalmente suspendida ya que el tribunal electoral provincial proclamó electo a Carlos Juárez a pesar de no obtener el 50% de los votos, por lo que la provincia se mantuvo intervenida hasta mucho después de asumido el gobierno constitucional, el 25 de mayo.
La segunda vuelta finalmente se realizó el 23 de septiembre, al mismo tiempo que las elecciones presidenciales que facilitaron el retorno de Perón. Juárez obtuvo un aplastante triunfo, del 65,58% de los votos. Sin embargo, debido a las altas temperaturas, la participación fue baja, no llegando el 60% y decayendo más de 10 puntos con respecto a marzo. Juárez asumió el 7 de octubre y permaneció en el poder hasta el golpe de Estado del 24 de marzo de 1976. Los comicios consolidaron su dominio del peronismo santiagueño y de las políticas del gobierno provincial en general, además de marcar la tendencia abstencionista en Santiago del Estero (a pesar de que en el país el voto es obligatorio), donde la concurrencia a votar suele ser baja.

## Resultados

### Gobernador
| Candidato                          | Partido                            | Partido                                | 1ª vuelta | 1ª vuelta | 2ª vuelta | 2ª vuelta |
| Candidato                          | Partido                            | Partido                                | Votos     | %         | Votos     | %         |
| ---------------------------------- | ---------------------------------- | -------------------------------------- | --------- | --------- | --------- | --------- |
| Carlos Juárez                      |                                    | Frente Justicialista de Liberación     | 80.188    | 35,42     | 122.999   | 65,58     |
| Francisco López Bustos             |                                    | Movimiento de Integración y Desarrollo | 76.399    | 33,75     | 64.550    | 34,42     |
| E. Ávila                           |                                    | Unión Cívica Radical                   | 32.307    | 14,27     |           |           |
|                                    |                                    | Alianza Popular Federalista            | 16.272    | 7,19      |           |           |
|                                    |                                    | Alianza Popular Revolucionaria         | 8.234     | 3,64      |           |           |
|                                    |                                    | Movimiento Popular Unido               | 7.908     | 3,49      |           |           |
|                                    |                                    | Nueva Fuerza                           | 1.982     | 0,88      |           |           |
|                                    |                                    | Partido Socialista Popular             | 1.579     | 0,70      |           |           |
|                                    |                                    | Frente de Izquierda Popular            | 1.492     | 0,66      |           |           |
|                                    |                                    |                                        |           |           |           |           |
| Votos válidos                      | Votos válidos                      | Votos válidos                          | 226.361   | 99,16     | 187.549   | 96,89     |
| Votos en blanco                    | Votos en blanco                    | Votos en blanco                        | 1.278     | 0,56      | 5.695     | 2,94      |
| Votos anulados                     | Votos anulados                     | Votos anulados                         | 634       | 0,28      | 325       | 0,17      |
| Total de votos                     | Total de votos                     | Total de votos                         | 228.273   | 100       | 193.569   | 100       |
| Votantes registrados/participación | Votantes registrados/participación | Votantes registrados/participación     | 327.361   | 69,73     | 327.361   | 59,13     |
| Fuente:                            |                                    |                                        |           |           |           |           |

### Legislatura
| Partido                            | Partido                                | Votos   | %     | Bancas |
| ---------------------------------- | -------------------------------------- | ------- | ----- | ------ |
|                                    | Frente Justicialista de Liberación     | 79.365  | 34,97 | 10/23  |
|                                    | Movimiento de Integración y Desarrollo | 78.202  | 34,46 | 9/23   |
|                                    | Unión Cívica Radical                   | 32.374  | 14,27 | 4/23   |
|                                    | Alianza Popular Federalista            | 16.253  | 7,16  |        |
|                                    | Alianza Popular Revolucionaria         | 8.134   | 3,58  |        |
|                                    | Movimiento Popular Unido               | 7.694   | 3,39  |        |
|                                    | Nueva Fuerza                           | 1.966   | 0,87  |        |
|                                    | Partido Socialista Popular             | 1.523   | 0,67  |        |
|                                    | Frente de Izquierda Popular            | 1.409   | 0,62  |        |
|                                    |                                        |         |       |        |
| Votos válidos                      | Votos válidos                          | 226.920 | 99,19 |        |
| Votos en blanco                    | Votos en blanco                        | 1.235   | 0,54  |        |
| Votos anulados                     | Votos anulados                         | 621     | 0,27  |        |
| Total de votos                     | Total de votos                         | 228.776 | 100   |        |
| Votantes registrados/participación | Votantes registrados/participación     | 327.361 | 69,88 |        |
| Fuente:                            |                                        |         |       |        |